# Knudsen-relationerne
Knudsen-relationerne er et ligningssæt til bestemmelse af vandføringer i marineområder. Relationerne er opkaldt efter den danske oceanograf Martin Knudsen.
Knudsen-relationerne er en udvidelse af den såkaldte bevarelsessætning der udtrykker at det vand der strømmer ind i et givet bassin er lig med transporten ud af bassinet + det der evt. opmagasineres i bassinet. Dette kan (lidt populært) skrives:
IND = UD + OPMAGASINERING
Hvis bevarelsessætningen opstilles for både vandvolumen og for vandmasse kan formlerne kombineres og benyttes til at udregne vandføringer. Princippet bag relationerne er ret simpelt men skal det anvendes på større komplicerede systemer er det ikke uproblematisk da det er svært at holde styr på transport af volumen og masse i naturlige systemer. Ved mere komplicerede systemer anvendes således typisk dynamiske modeller til beregning af vandføringer.